# USS LST-683
O USS LST-683 foi um navio de guerra norte-americano da classe LST que operou durante a Segunda Guerra Mundial.